# Richard Drauz

Richard Drauz

Richard Drauz (* 2. April 1894 in Heilbronn; † 4. Dezember 1946 in Landsberg am Lech) war ein deutscher Nationalsozialist und ab 1932 der NSDAP-Kreisleiter von Heilbronn. Von November 1933 bis zum Zusammenbruch des Nationalsozialismus war er auch (nicht frei gewähltes) Mitglied des Reichstages. 1946 wurde er von der amerikanischen Besatzungsmacht als Kriegsverbrecher hingerichtet.

## Leben
Drauz wurde 1894 als Sohn des Postunterbeamten Christian Heinrich Drauz (1865–1937) und seiner Ehefrau Friederike Johanna, geb. Dederer (1866–1938), in Heilbronn geboren. Die Eltern stammten aus alteingesessenen Heilbronner Weingärtnerfamilien. Nach dem Besuch der Oberrealschule machte er eine Mechanikerlehre und meldete sich 1914 als Kriegsfreiwilliger für den Ersten Weltkrieg, in dem er es bis zum Vizefeldwebel brachte. 1919 bis 1921 studierte er an der Höheren Maschinenbauschule (heute Fachhochschule für Technik) in Esslingen am Neckar. 1921 bis 1928 war er als Ingenieur im Kältemaschinenbau in der Maschinenfabrik Esslingen beschäftigt. Dort lernte er auch den späteren württembergischen Gauleiter und Reichsstatthalter Wilhelm Murr kennen.
Drauz war zweimal verheiratet. Aus seiner ersten Ehe (1923 bis zur Scheidung 1937) gingen drei Kinder hervor, aus seiner zweiten Ehe mit Klara Schoch (* 1910 in Talheim, † 1996) ab 1937 vier Kinder. Zum 1. April 1928 trat er der NSDAP bei (Mitgliedsnummer 80.730) und zog kurz darauf mit seiner Familie nach Dortmund, 1930 weiter nach Essen. Seine Beschäftigung dort ist unklar, er scheint nach Akten des NSDAP-Gaus Essen als Vertreter tätig gewesen zu sein.
1932 forderte ihn Wilhelm Murr, inzwischen württembergischer Gauleiter, auf, NSDAP-Kreisleiter in Heilbronn zu werden, einer für die NSDAP schwierigen Stadt mit treuer SPD- und DDP/DStP-Wählerschaft, die Drauz auf NS-Kurs bringen sollte, gemäß der von ihm selbst in einer Rede 1933 gepriesenen „nationalsozialistischen Tugend“: „Unsere führenden Männer sind rücksichtslos genug, alles, was sich ihnen in den Weg stellt, mit Vernichtung zu schlagen.“
Drauz kam am 5. September nach Heilbronn zurück und wurde am 1. Oktober 1932 Kreisleiter (zunächst ehrenamtlich, ab 1938 hauptamtlich). Zudem wurde er auch (bis 1938) Verlagsleiter der seit Anfang 1932 erscheinenden nationalsozialistischen Tageszeitung Heilbronner Tagblatt, die nach der Machtergreifung durch Repressalien alle anderen Heilbronner Tageszeitungen aus dem Geschäft drängen und übernehmen konnte. Am 6. April 1933 wurde er zum Politischen Kommissar für das Oberamt Heilbronn ernannt. Von August 1933 bis Oktober 1935 war er auch Mitglied des Heilbronner Gemeinderats und zeitweise Stellvertreter des Oberbürgermeisters Heinrich Gültig, was jedoch nur eine Formsache war, da Drauz in der Parteihierarchie ohnehin über Gültig stand.
Von November 1933 bis zum Untergang des Nationalsozialismus 1945 war er als einer von 18 württembergischen Abgeordneten Mitglied des Reichstages. Innerhalb der SA stieg er bis zum SA-Sturmbannführer auf. Im August 1939 erwarb die Stadt Heilbronn eine Villa in der Bruckmannstraße 28, die sich vorher im Besitz des jüdischen Zigarrenfabrikanten Josef Kahn  befunden hatte, und ließ diese auf städtische Kosten als Büro und Wohnhaus für Drauz herrichten.
In etlichen Unternehmen, Vereinen und Verbänden in Heilbronn und Umgebung hatte Drauz eine maßgebliche Position in Vorstand oder Aufsichtsrat, so z. B. bei der Maschinenbau-Gesellschaft Heilbronn, der Glashütte Heilbronn AG, der Kreissiedlung Heilbronn, dem Portland-Zementwerk in Lauffen am Neckar oder dem traditionsreichen Sportverein VfR Heilbronn, den er im März 1934 im Gefolge der „Affäre Franz“ um den bezahlten Spieler Andreas Franz auflösen und gleichzeitig als SV Heilbronn 96 mit Drauz als Vorsitzendem neu gründen ließ. Die Ablehnung seiner Anfrage auf einen Aufsichtsratsposten beim Lebensmittelhersteller Knorr beantwortete er mit Schmähbriefen. Das Heilbronner Tagblatt druckte über die Jahre zahlreiche seiner Reden zu allen möglichen Anlässen ab.
Wegen seines Charakters und Betragens war Drauz bei vielen Menschen, auch in den eigenen Reihen, unbeliebt. Es kam zu mehreren Verfahren gegen ihn vor dem NSDAP-internen Gaugericht. Zwei Beschwerdeführer, selbst NSDAP-Mitglieder, warfen ihm 1934 eine „rein willkürliche, lediglich auf Gewalt abgestellte Politik“ vor und monierten, er führe „in sittlicher Hinsicht ein Leben, das jeder Beschreibung spottet und dazu angetan ist, der Bewegung in weitestem Maße zu schaden“. Sie bezogen sich damit auf – ihren Angaben nach – stadtbekannte Saufgelage und zahlreiche Liebesverhältnisse des verheirateten Drauz. Drauz scheute sich auch nicht, handgreiflich zu werden, und misshandelte z. B. 1935 den jüdischen Wirt der Adlerbrauerei, eines Treffpunkts für Regimegegner, was ihm ein weiteres Gaugerichtsverfahren eintrug. Alle Verfahren endeten mit Freispruch, vermutlich wegen der Protektion des Gauleiters Murr. Drauz reagierte, indem er seine Kontrahenten beschimpfte und sie sämtlicher Parteifunktionen entheben ließ. Einem, der beim Heilbronner Tagblatt beschäftigt war, kündigte er sofort. Einen anderen ließ er wissen, er werde ihn „wirtschaftlich und moralisch restlos ruinieren“, und unternahm auch tatsächlich diesbezügliche Anstrengungen.
Am 16. Januar 1944 gab Drauz bei der Kreistagung der NSDAP die Parole „Kämpfen, Arbeiten, Glauben“ als Jahresparole aus, am 30. Januar forderte er auf dem Marktplatz „neuen verstärkten Einsatz“ für den „Endsieg“. Im August 1944 bestellte Drauz die Betriebsleiter der Heilbronner Firmen zu einer Informationsveranstaltung ein, während der er im Zeichen des „Totalen Krieges“ die Mobilisierung aller noch verfügbaren Kräfte einforderte. Infolgedessen wurde der Spielbetrieb des Städtischen Orchesters und des Stadttheaters eingestellt. Nach dem ersten schweren Luftangriff auf Heilbronn am 10. September 1944 brach das geistige Leben in Heilbronn praktisch zusammen, an seine Stelle traten Drauz’ Durchhalteparolen.
Gegen Ende des Zweiten Weltkrieges wurde Drauz immer gewalttätiger, versuchte auch den absurdesten Befehlen Hitlers zu folgen und wollte in der schon beinahe vollständig zerstörten Stadt Heilbronn „verbrannte Erde“ hinterlassen, was ihm mit seiner Order zum Abzug der noch vorhandenen Feuerwehrspritzen auch teilweise gelang. Am 3. April 1945 ließ er den stellvertretenden Ortsgruppenleiter von Heilbronn-Sontheim, den 57-jährigen Karl Taubenberger, standrechtlich erschießen, weil der den Abbau einer Panzersperre nicht verhindert hatte. Auf Drauz’ Geheiß hin blieb der Leichnam, dem zusätzlich ein Schild mit der Aufschrift „Ich bin ein Volksverräter“ umgehängt wurde, 24 Stunden lang auf der Straße liegen.
Am 6. April machte Drauz sich mit Begleitern auf, die bereits umkämpfte Innenstadt in Richtung des Gaffenbergs zu verlassen. In der Schweinsbergstraße am Stadtrand hingen weiße Tücher aus fünf oder sechs Häusern, darunter auch das Haus des Stadtrats Karl Kübler, seit 1. April Amtsverweser des zum Volkssturm eingezogenen Oberbürgermeisters Gültig. Die Bewohner hatten die Fahnen auf Anraten durch- und abziehender Wehrmachtssoldaten gehisst, die zuvor von der Übermacht der näher rückenden Amerikaner berichtet hatten. Drauz ließ anhalten und befahl seinen Begleitern ohne jegliche Untersuchung: „Raus, erschießen, alles erschießen!“ Drei seiner Begleiter schossen daraufhin wahllos auf jeden, der sich am Fenster zeigte oder die Tür öffnete. Küblers Ehefrau Anna, die sich schützend vor ihren Mann stellte, wurde ebenso erschossen wie Kübler selbst, der 72-jährige Pfarrer Gustav Beyer und die 46-jährige Elsa Drebinger. Mehrere weitere Anwohner wurden ebenfalls beschossen, aber nicht getroffen. Milchhof-Direktor Karl Weber (1904–1984), der nur knapp dem Kugelhagel entkommen war, berichtete später, dass der zum Volkssturm eingezogene Oberbürgermeister Gültig seinem Vertreter Kübler nahegelegt hatte, die Stadt kampflos zu übergeben, Kübler jedoch gegenüber Kreisleiter Drauz kein Gewicht mehr hatte: „Drauz war zu mächtig und wollte keine Übergabe. Er hatte alles in der Hand.“

## Nach Kriegsende
Drauz und seine Familie konnten zunächst nach Tübingen entkommen. Nachdem sie die Kinder dort zurückgelassen hatten, floh er mit seiner Frau weiter ins Rheinland, wo er unter falschem Namen im Kloster Dernbach bei Montabaur Unterschlupf fand. Im Juli 1945, nachdem Drauz' Frau mit den Kindern nach Talheim zurückgekehrt und verhört worden war, spürte ihn der amerikanische militärische Abwehrdienst CIC auf und verhaftete ihn. Die Amerikaner suchten ihn wegen seiner Beteiligung an einem Vorfall vom 24. März 1945, bei dem ein amerikanischer Pilot, der sich als Kriegsgefangener ergeben hatte, erschossen worden war. Drauz hatte auf den Amerikaner geschossen, ihn allerdings, soweit man weiß, verfehlt. Ein amerikanisches Militärgericht verurteilte ihn am 11. Dezember 1945 während der Dachauer Prozesse im Internierungslager Dachau als Kriegsverbrecher zum Tode. Am 4. Dezember 1946 wurde er im Kriegsverbrechergefängnis Landsberg durch Hängen hingerichtet – genau zwei Jahre nach der Zerstörung Heilbronns, was von den Amerikanern sicher nicht beabsichtigt war, aber in Heilbronn befriedigt registriert wurde.
1949/1950 fand ein postumes Entnazifizierungsverfahren vor der Zentralspruchkammer in Ludwigsburg statt. Drauz wurde als Hauptschuldiger eingestuft, die sonst übliche Sühneleistung des Nachlasseinzugs aber durch einen Gnadenerweis in eine feste Summe von 1000 DM umgewandelt.